# Réaction de Dakin-West
Pour les articles homonymes, voir Dakin.
Ne doit pas être confondu avec oxydation de Dakin.
La réaction de Dakin-West est une réaction organique transformant un acide aminé en un céto-amide, par action d'un anhydride d'acide et d'une base, typiquement la pyridine,,,,. Elle est nommée d'après Henry Drysdale Dakin et Randolph West. Il est à noter que le produit final est toujours un mélange racémique.

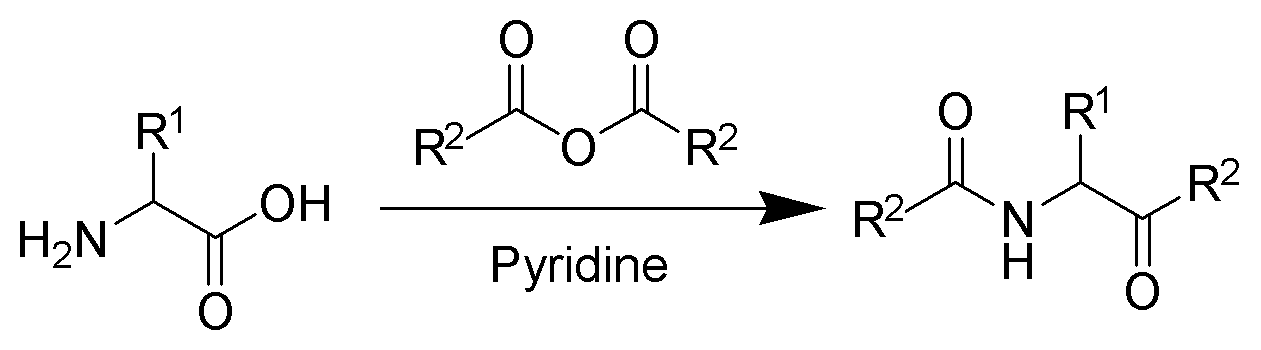
Réaction de Dakin-West

Lorsque la pyridine est utilisée comme solvant et base, il est nécessaire de chauffer le milieu réactionnel à reflux. Cependant, lorsqu'on utilise la 4-diméthylaminopyridine (DMAP) comme catalyseur, la réaction peut avoir lieu à température ambiante.
Avec certains acides, cette réaction peut avoir lieu même en l'absence d'un groupe α-aminé.

## Mécanisme réactionnel

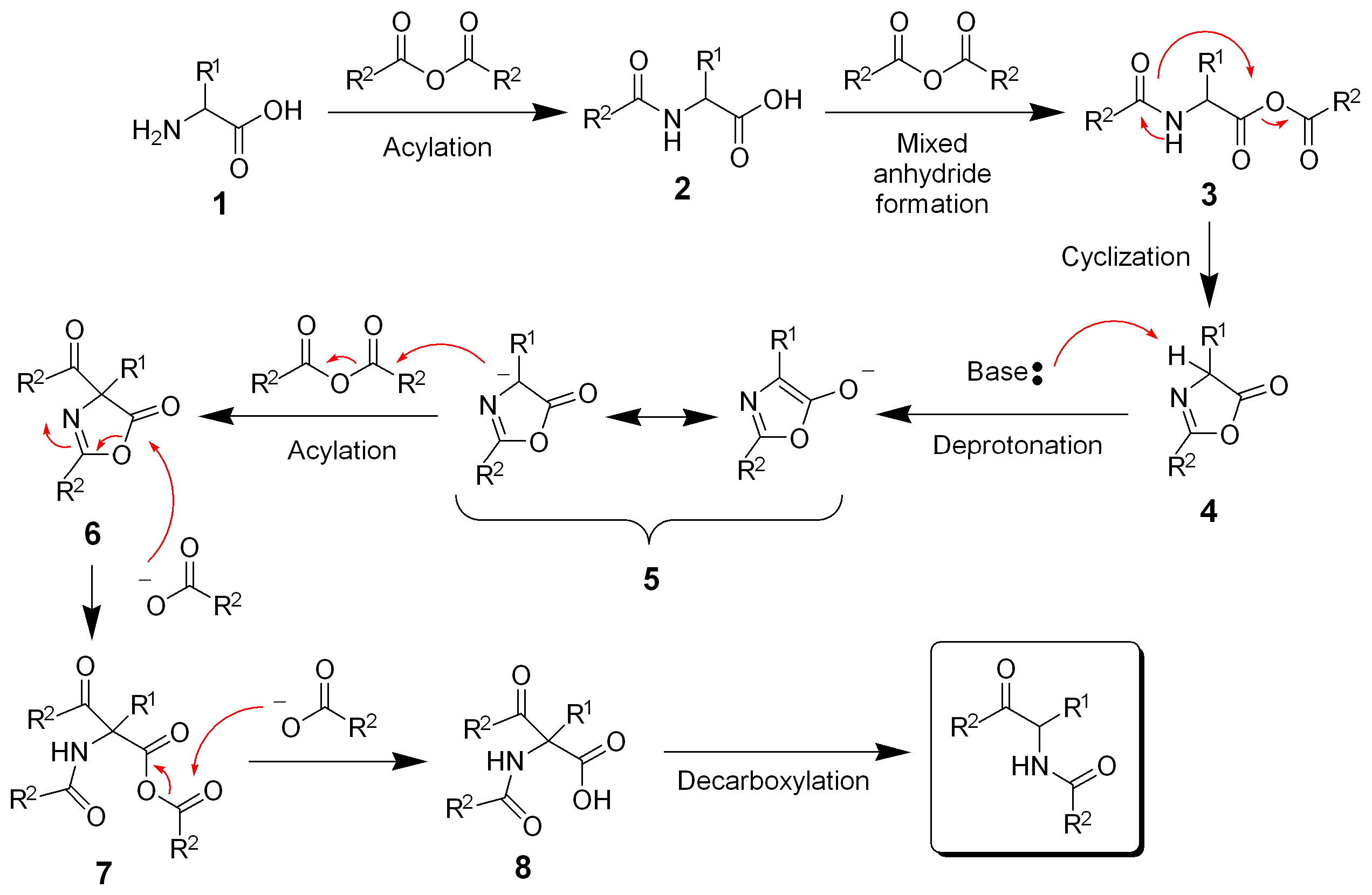
Mécanisme réactionnel de la réaction de Dakin-West

Le mécanisme réactionnel implique l'acylation et l'activation de l'acide (1)  pour former un anhydride mixte (3).  L'amide va alors servir de nucléophile pour une cyclisation formant une azalactone (4).  La déprotonation et l'acylation de cette azalactone forment alors la liaison carbone-carbone recherchée. Consécutivement, l'ouverture du cycle (6) et une décarboxylation donnent le céto-amide final,.

## Synthèse générale de cétone
Des variantes modernes de la réaction de Dakin-West permettent de convertir beaucoup d'acides carboxyliques énolisables — et pas seulement les acides aminés — en cétones méthylées correspondantes. Par exemple, les acides carboxyliques β-arylés peuvent être efficacement convertis en cétones β-arylées par traitement avec l'anhydride acétique catalysé à l'aide de 1-méthylimidazole. Cette réactivité est attribuée en partie à la génération in situ d'un acétylimidazolium, puissant agent d'acétylation cationique.

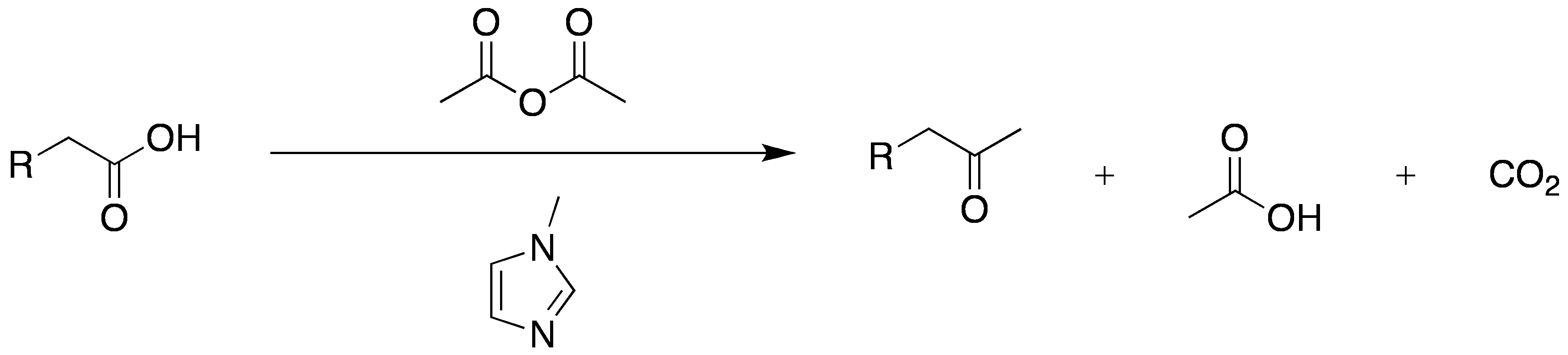
Variante de la réaction de Dakin-West